# Grand Prix automobile de France 1980
Résultats du Grand Prix de France de Formule 1 1980 qui a eu lieu sur le circuit Paul Ricard le 29 juin.

## Classement
| Pos. | No | Pilote                | Écurie          | Tours | Temps/Abandon                     | Grille | Points |
| ---- | -- | --------------------- | --------------- | ----- | --------------------------------- | ------ | ------ |
| 1    | 27 | Alan Jones            | Williams-Ford   | 54    | 1 h 32 min 43 s 42 (203,016 km/h) | 4      | 9      |
| 2    | 25 | Didier Pironi         | Ligier-Ford     | 54    | + 4 s 52                          | 3      | 6      |
| 3    | 26 | Jacques Laffite       | Ligier-Ford     | 54    | + 30 s 26                         | 1      | 4      |
| 4    | 5  | Nelson Piquet         | Brabham-Ford    | 54    | + 1 min 14 s 88                   | 8      | 3      |
| 5    | 16 | René Arnoux           | Renault         | 54    | + 1 min 16 s 15                   | 2      | 2      |
| 6    | 28 | Carlos Reutemann      | Williams-Ford   | 54    | + 1 min 16 s 74                   | 5      | 1      |
| 7    | 7  | John Watson           | McLaren-Ford    | 53    | + 1 tour                          | 13     |        |
| 8    | 2  | Gilles Villeneuve     | Ferrari         | 53    | + 1 tour                          | 17     |        |
| 9    | 29 | Riccardo Patrese      | Arrows-Ford     | 53    | + 1 tour                          | 18     |        |
| 10   | 30 | Jochen Mass           | Arrows-Ford     | 53    | + 1 tour                          | 15     |        |
| 11   | 4  | Derek Daly            | Tyrrell-Ford    | 52    | + 2 tours                         | 20     |        |
| 12   | 1  | Jody Scheckter        | Ferrari         | 52    | + 2 tours                         | 19     |        |
| 13   | 20 | Emerson Fittipaldi    | Fittipaldi-Ford | 50    | Moteur                            | 24     |        |
| 14   | 3  | Jean-Pierre Jarier    | Tyrrell-Ford    | 50    | + 2 tours                         | 16     |        |
| Abd. | 31 | Eddie Cheever         | Osella-Ford     | 43    | Moteur                            | 21     |        |
| Abd. | 9  | Marc Surer            | ATS-Ford        | 26    | Boîte de vitesses                 | 11     |        |
| Abd. | 22 | Patrick Depailler     | Alfa Romeo      | 25    | Tenue de route                    | 10     |        |
| Abd. | 11 | Mario Andretti        | Lotus-Ford      | 18    | Boîte de vitesses                 | 12     |        |
| Abd. | 23 | Bruno Giacomelli      | Alfa Romeo      | 8     | Tenue de route                    | 9      |        |
| Abd. | 21 | Keke Rosberg          | Fittipaldi-Ford | 8     | Sortie de piste                   | 23     |        |
| Abd. | 8  | Alain Prost           | McLaren-Ford    | 6     | Transmission                      | 7      |        |
| Abd. | 12 | Elio De Angelis       | Lotus-Ford      | 3     | Embrayage                         | 14     |        |
| Abd. | 15 | Jean-Pierre Jabouille | Renault         | 0     | Transmission                      | 6      |        |
| Abd. | 6  | Ricardo Zunino        | Brabham-Ford    | 0     | Embrayage                         | 22     |        |
| Nq.  | 14 | Jan Lammers           | Ensign-Ford     |       | Non qualifié                      |        |        |
| Nq.  | 17 | Geoff Lees            | Shadow-Ford     |       | Non qualifié                      |        |        |
| Nq.  | 18 | Dave Kennedy          | Shadow-Ford     |       | Non qualifié                      |        |        |

## Pole position et record du tour
- Pole position : Jacques Laffite en 1 min 38 s 88 (vitesse moyenne : 211,529 km/h).
- Meilleur tour en course : Alan Jones en 1 min 41 s 45 au 48e tour (vitesse moyenne : 206,171 km/h).

## Tours en tête
- Jacques Laffite : 34 (1-34)
- Alan Jones : 20 (35-54)

## À noter
- 7e victoire pour Alan Jones.
- 8e victoire pour Williams en tant que constructeur.
- 130e victoire pour Ford-Cosworth en tant que motoriste.